# 306 Unitas
306 Unitas este un asteroid din centura principală, descoperit pe 1 martie 1891, de Elia Millosevich.